# Pałac w Kluczowej
Pałac w Kluczowej – zabytkowy pałac został wzniesiony przed 1600 rokiem w Kluczowej. 
Pałac był kilkakrotnie przebudowywany, po raz ostatni w latach 1837–1840 według projektu Karla Friedricha Schinkla. Obecnie jest w złym stanie technicznym.

## Położenie
Pałac położony jest w Kluczowej – wsi w Polsce, w województwie dolnośląskim, w powiecie ząbkowickim, w gminie Ząbkowice Śląskie, u południowych podnóży Wzgórz Niemczańskich.

## Historia
Dwór obronny w Kluczowej wzniesiono przed rokiem 1600, a w roku 1685 przebudowano go na barokową rezydencję. W roku 1735 pałac został przebudowany i powiększony, ale dopiero ostatnia modernizacja przeprowadzona w latach 1837–1840 według projektu Karla Friedricha Schinkla nadała mu obecną klasycystyczną formę. W roku 1978 oraz w latach 1983–1991 przeprowadzono remonty budynku. Obecnie pałac jest w złym stanie technicznym i grozi zawaleniem.

## Architektura
Pałac w Kluczowej to trzykondygnacyjna budowla, podwyższona o mezzanino, wzniesiona na planie wydłużonego prostokąta i nakryta płaskim dachem. Budynek posiada dwie czterokondygnacyjne, kwadratowe, narożne wieże, które są nakryte czterospadowymi, stożkowymi dachami. Główne wejście jest zaakcentowane trójarkadowym podcieniem z tarasem balkonowym.
 Nad nim cztery półkolumny jońskie podtrzymujące architraw i tympanon, w którym znajduje się kartusz herbowy.
Obiekt jest częścią zespołu pałacowego, w skład którego wchodzi jeszcze park.